# Aldair Quintana
Aldair Alejandro Quintana Rojas (ur. 11 lipca 1994 w Ibagué) – kolumbijski piłkarz występujący na pozycji bramkarza, od 2019 roku zawodnik Atlético Nacional.